# Mistr Pflockova oltáře
Mistr Pflockova oltáře ("Meister des Pflockschen Altars") byl anonymní německý malíř, který se vyučil v dílně Lucase Cranacha staršího a byl činný v oblasti Krušnohoří kolem roku 1520. Jeho malba má rysy přechodného období mezi gotikou a renesancí.

## Život a dílo

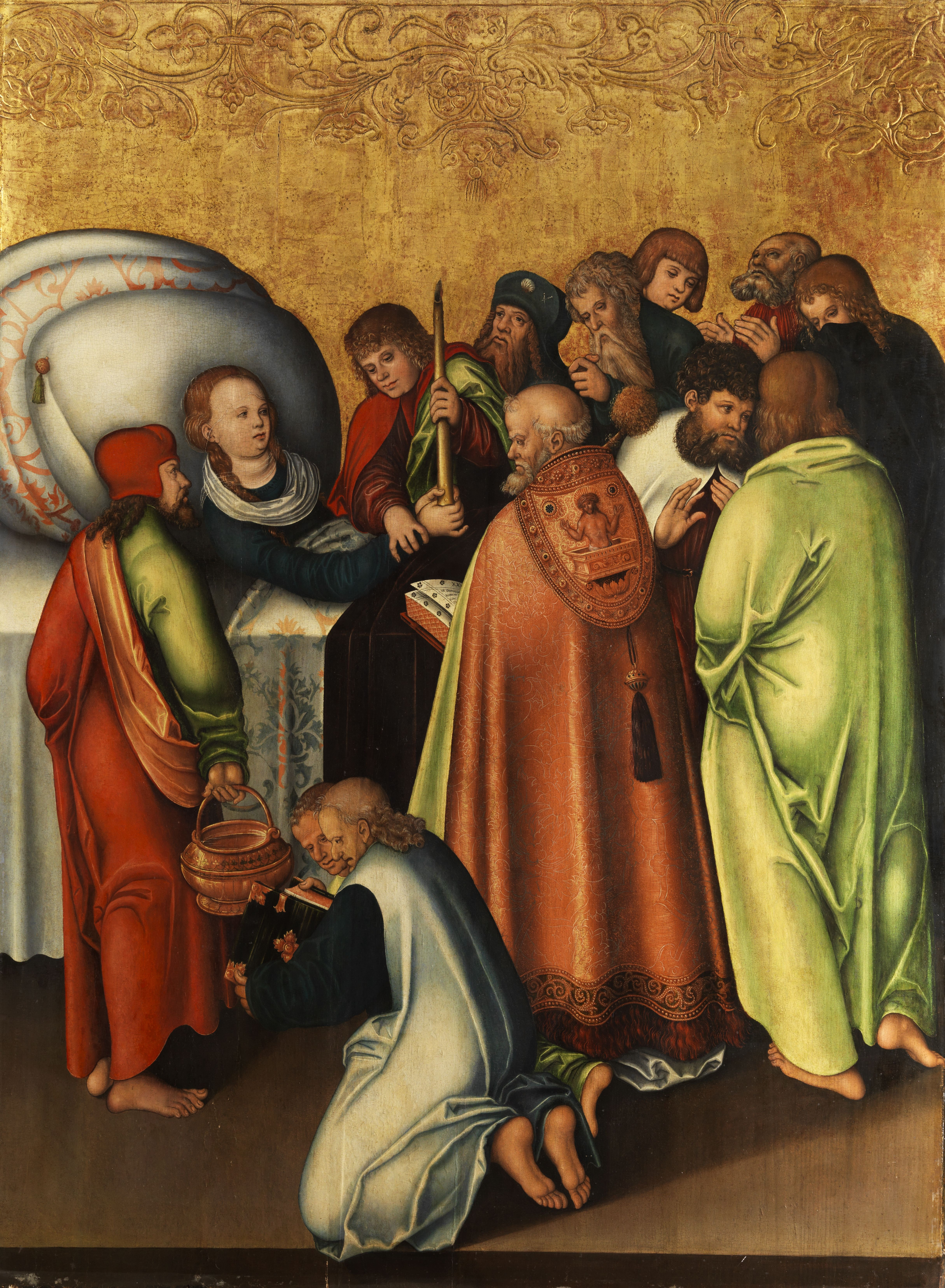
Meister des Pflockschen Altars: Smrt P. Marie

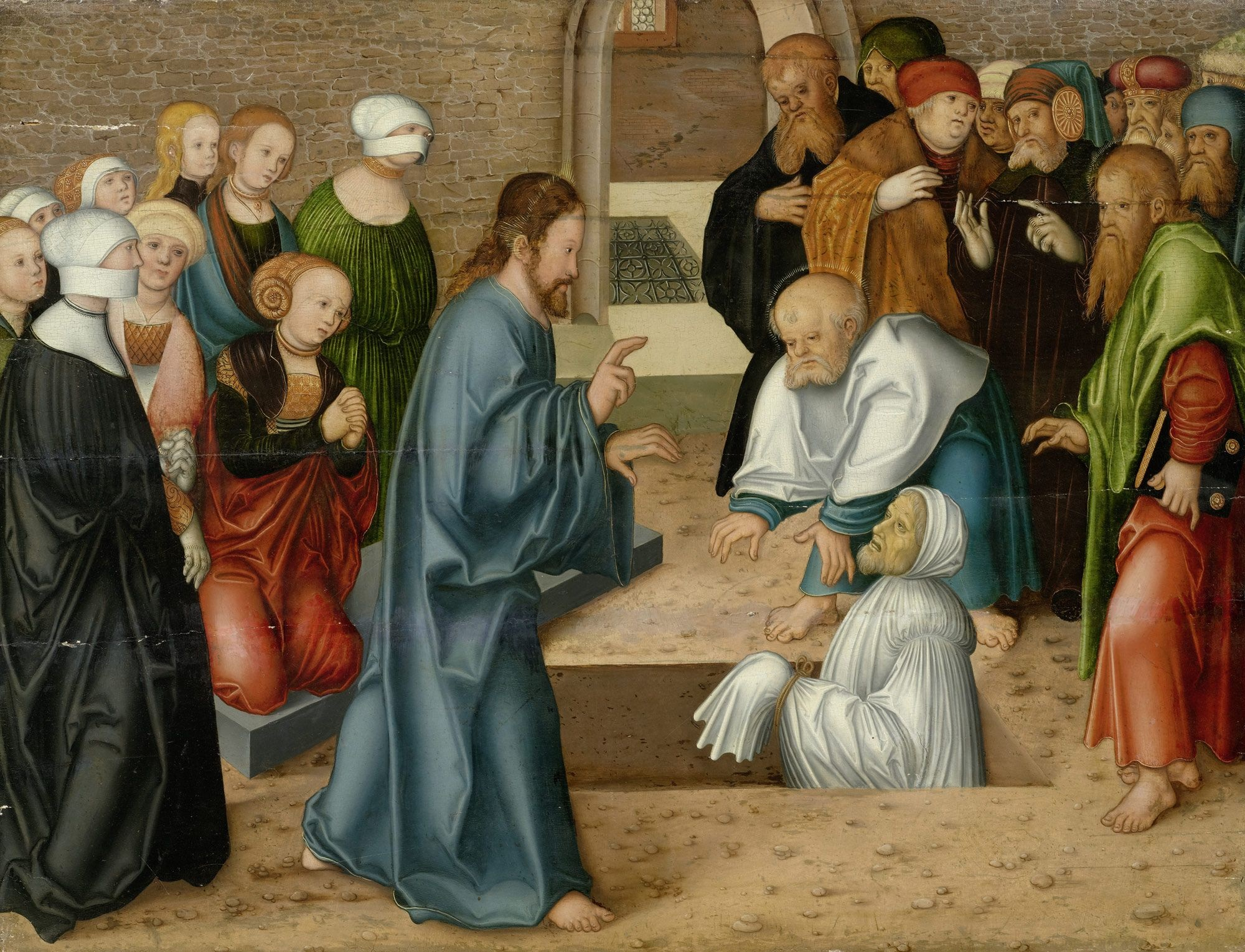
Meister des Pflockschen Altars: Vzkříšení Lazara

Mistr Pflockova oltáře byl jedním z mála Cranachových žáků, u kterého je jasně rozpoznatelný individuální styl. Jsou pro něj charakteristické protáhlé obličeje s "vtlačeným" nosem a jeho obrysy postav ne vždy respektují anatomii. Je označován podle svého nejvýznamnějšího díla, oltáře pro kapli rodiny Pflock v kostele sv. Anny v Annaberg-Buchholz. Datace díla je určena dle úmrtí objednavatele, radního ve městě Annabergu Lorenze Pflocka († 1521), jehož rodina vlastnila stříbrné doly v Krušných horách. Centrální scéna oltáře se Smrtí Panny Marie využívá jako předlohu rytinu Martina Schongauera. Na křídlech oltáře jsou na vnitřní straně sv. Valentin, sv. Sebald, na vnější straně sv. Barbora a sv. Dorota.
Je pravděpodobné, že malíř měl dílnu v Annabergu. Roku 1521 namaloval křídla pro oltář horního bratrstva v Annabergu (kostel sv. Anny), v letech 1521–1523 malby na oltáři s Poslední večeří Páně pro kostel sv. Kunhuty v Rochlitz. Po roce 1520 také vytvořil oboustranně malovaná křídla oltáře pocházejícího ze soukromé sbírky pána von Miltitz. Další díla, dnes nezvěstná, se nacházela ve sbírkách Ulricha Thieme v Lipsku a sbírce von Kuffner (Diosk).

### Známá díla
- Pflockův oltář se Smrtí P. Marie, St.-Annen-Kirche, Annaberg-Buchholz[2]
- tři obrazy světců, Hessisches Landesmuseum, Darmstadt, Inv. Nr. GK 68
- Křídlový oltář, dóm v Naumburgu (dříve považován za dílo Lucase Cranacha)[3][4]
- Nasazování trnové koruny, Museum voor Schone Kunsten, Gent, Inv. Nr, 1913-S
- Vzkříšení Lazara, soukromá sbírka (aukce Koller[5])
- Smrt Panny Marie, soukromá sbírka (aukce Hampel)